# 黒木啓司
黒木 啓司（くろき けいじ、1980年1月21日 - ）は、日本の元ダンサー、元俳優。J Soul Brothers、EXILE、EXILE THE SECONDの元メンバー。2022年10月31日をもって芸能界を引退した。
宮崎県宮崎郡清武町（現在の宮崎市清武町）出身。身長180cm。血液型はB型。妻は実業家の宮崎麗果。

## 略歴
宮崎県宮崎郡清武町で生まれたが、その後は大分県で暮らし、大分市立戸次小学校を卒業。中学で宮崎に戻り、清武町立清武中学校、小林西高等学校を卒業。高校は調理科を選択し、調理師免許を取得した。
高校生の時にテレビで『ダンス甲子園』を見てダンスに興味を持ち、19歳からダンスを始める。2002年に上京した。その後、ダンスチームであるSOUL DEMENTIONを結成。
2004年9月、EXILE主演舞台『HEART of GOLD 〜STREET FUTURE OPERA BEAT POPS〜』にダンサーとして出演する。これを機にLDHと関わるようになっていき、同じくダンサーとして出演していたKENCHI、BATTAらとFULCRUMを結成。FULCRUMはEXILESの『武者修行ツアー2006』に参加した。
2007年1月25日、J Soul Brothers（二代目）として始動。
2009年3月1日、J Soul Brothersのメンバー全員がEXILEに加入。
2012年7月1日、EXILEの派生ユニットTHE SECONDとしても始動。
2014年7月22日、EXILE第四章始動に伴い、名義をKEIJIから本名の黒木啓司に変更した。

### 芸能界引退
2022年6月10日、同年10月末をもって芸能界を引退することを発表。年齢や体力を理由に挙げており、パフォーマーを引退するなら全てのステージから降りることがファンや自分に対するけじめだと感じて芸能界引退を決めたと説明した。EXILEメンバーの芸能界引退は黒木が初めてとなる。同年7月6日から9月25日にかけて行われた『EXILE LIVE TOUR 2022 "POWER OF WISH"』が最後の活動となり、10月31日に所属事務所LDHとの契約が終了した。

## 人物
- 小学校から高校まで野球をしていた[16]。
- お笑いコンビとろサーモンの久保田かずのぶは中学の同級生で、一緒に下校する仲だった。ある番組の共演で再会したことを機に親交を持つようになった[17]。
- 下積み時代、メンバーのÜSAの父親が経営する居酒屋でアルバイトをしていた[18]。

### 怪我
- 2008年5月21日、出演舞台『CROWN 眠らない、夜の果てに…』の上演中に膝を怪我したと発表。同舞台を途中降板した[19]。
- 2009年5月25日、前日に行われた『EXILE LIVE TOUR 2009 "THE MONSTER"』の広島公演中に左アキレス腱を断裂したと発表。同ツアーの残り26公演は不参加だった[20]。

### 家族
- 兄が1人、妹が1人いる[21]。
- 2021年12月14日に実業家の宮崎麗果と結婚。黒木は結婚発表の際に、「彼女の子どもたちとも家族として歩み出すことをあわせてご報告いたします」と記して宮崎に連れ子がいることを公表したが、連れ子の人数や年齢などは公表しなかった[22]。後に宮崎がインタビューの中で言及したことにより、宮崎はこれが3度目の結婚であること[23]、最初の夫との間に1児、2番目の夫との間に2児をもうけているが、最初の夫との子は引き取っていないため宮崎の連れ子は2人であることが明らかになった[24]。
- 妻の連れ子は2018年生まれの男児と2019年生まれの女児[25]、黒木の実子として2023年7月7日に第1子男児[26]、2024年9月13日に第2子男児が誕生[25][27]。妻の連れ子2人、実子2人の計4人を育てる父となった。

## 出演

### 舞台
- HEART of GOLD 〜STREET FUTURE OPERA BEAT POPS〜（2004年9月）
- 劇団EXILE 第二回公演『CROWN 眠らない、夜の果てに…』（2008年5月）
- 劇団方南ぐみ 企画公演『あたっくNo.1』（2009年1月） - 大滝鉄男少尉 役
- 劇団EXILE 第三回公演『Words〜約束/裏切り〜すべて、失われしもののため…』（2009年10月 - 11月） - ケント 役
- リーディングドラマ『もしもキミが。』（2010年2月・2011年4月） - 主演・優基 役
- 劇団EXILE JUNCTION＃1『Night Ballet』（2010年3月） - 東 役
- 嫌われ松子の一生（2010年4月） - 八女川徹也 役
- 劇団方南ぐみ 企画公演『THE 面接』（2010年11月） - 主演・渋谷太郎 役
- 劇団EXILE公演『影武者独眼竜』（2012年10月） - トウキチロー、豊臣秀吉 役
- ムッシュ!（2013年10月 - 11月）- 主演・伊達英雄 役
- BOOK ACT「ヒーローよ 安らかに眠れ」（2020年2月）[28]

### 映画
- バックダンサーズ!（2006年）
- クロスロード（2015年） - 主演・沢田樹 役[29]
- ROAD TO HiGH&LOW（2016年） - ROCKY 役
  - HiGH&LOW THE MOVIE（2016年）
  - HiGH&LOW THE MOVIE 2 / END OF SKY（2017年）
  - HiGH&LOW THE MOVIE 3 / FINAL MISSION（2017年）
- 劇場版 ポリス×戦士 ラブパトリーナ! 〜怪盗からの挑戦! ラブでパパッとタイホせよ!〜（2021年） - ラブジー長官 役 [30]

### テレビドラマ
- 名前をなくした女神（2011年4月 - 6月、フジテレビ） - 沢田圭 役
- 私が恋愛できない理由（2011年10月 - 12月、フジテレビ） - 川端亮一 役
- 金曜プレステージ 特別企画『悪女たちのメス』（2011年12月9日、フジテレビ） - 中村真彦 役
- 最高の離婚 第3話（2013年1月24日、フジテレビ） - 大村圭輔 役
- ムッシュ!（2013年4月 - 6月、CBC） - 主演・伊達英雄 役
- ラスト♡シンデレラ 第10話・第11話（2013年6月、フジテレビ） - 近藤卓 役
- 幸せになる3つの買い物『ウェディングドレスを買った女』（2013年6月25日、関西テレビ） - 増田真澄 役
- 金曜プレステージ 壮絶! 女のミステリー第3弾『強行犯係・魚住久江〜ドルチェ2』（2013年11月15日、フジテレビ） - 井上高志 役
- ビター・ブラッド（2014年4月 - 6月、フジテレビ） - 鷹野浩次 役
- 残念な夫。（2015年1月 - 3月、フジテレビ） - 須藤俊也 役
- 戦力外捜査官 2時間SP（2015年3月21日、日本テレビ）
- ワイルド・ヒーローズ（2015年4月 - 6月、日本テレビ） - 林田典明 (テンテン) 役
- HiGH&LOW〜THE STORY OF S.W.O.R.D.〜（2015年10月 - 12月、日本テレビ） - ROCKY 役
  - HiGH&LOW Season2（2016年4月 - 6月）
- ナイトヒーロー NAOTO 第1話（2016年4月、テレビ東京） - エンディングダンス[31]
- わたし旦那をシェアしてた（2019年7月 - 9月、読売テレビ） - 森雄作 役[32]
- よろとく 満タン! 〜IDEX編〜（2019年8月、RKB毎日放送） - 大島田哲楼 役
- パパがも一度恋をした（2020年2月 - 3月、東海テレビ） - 宮下純平 役
- ポリス×戦士 ラブパトリーナ!（2020年7月 - 2021年6月、テレビ東京） - ラブジー長官 役
- カラフラブル〜ジェンダーレス男子に愛されています。〜 第6話・最終話（2021年5月 - 6月、読売テレビ） - AKI 役[33]

### 配信ドラマ
- 君と僕との約束（2012年4月 - 5月、BeeTV） - 主演・渋井修司 役（TETSUYAとW主演）[34]

### ラジオドラマ
- 下町ロケット（2020年10月 - 2022年9月、KBCラジオ） - 主演・佃航平 役[35][36]

### テレビ番組
- 週刊EXILE（2011年、TBS） - リポーター
- 火曜ドォーモ「真夜中のウワサ話」（2019年 - 2021年3月、KBC） -  レギュラー

### 配信番組
- BPM 〜BEST PEOPLE's MUSIC〜（2016年10月 - 2018年4月、AbemaTV） - MC
  - bpm TALK & LIVE SESSION（2018年4月 - 2020年6月）
- KEIJI's Dining（2021年2月 - 2022年7月、cookpadLive）[37]

### ラジオ
- THE NINE WORLDS presents EXILE 黒木啓司 〜STATION REMIX〜（2020年1月 - 9月、FM FUKUOKA）

### CM
- リクルート「ホットペッパー グルメ」（2011年[38] - 2012年[39]）
- 富士通「ARROWS」（2012年）[40][41]
- アンファー「スカルプD」（2012年）
- 久光製薬「エアーサロンパス」（2013年）[42]
- 日本コカ・コーラ「コカ・コーラ ゼロ」（2013年）[43][44]
- 第一興商「SmartDAM」（2013年）
- 洋服の青山「AOYAMA PRESTIGE TECHNOLOGY」（2015年）[45]
- サントリー「ザ・モルツ」（2016年）[46]
- フジテレビジョン「ダイハツ キュリオス」（2017年）[47]
- 日清「カップヌードル」（2018年）

### ミュージックビデオ
- RED DIAMOND DOGS 「RED SOUL BLUE DRAGON」（2018年）[48]

### 連載
- 福岡Walker（2014年1月号 - 12月・2015年1月合併号、角川マガジンズ）[49]
- SENSE「EXILE KEIJIのMy Love」（2014年2月号 - 2017年1月号、センス）
- GOETHE「EXILE 黒木啓司の九州"啓印"」（2019年9月号 - 2022年1月号、幻冬舎）[50]
- EVEN「Munsingwear presents PLAY LINKS WITH」（2019年10月号 - 2020年7月号、エイ出版社）

### アニメ
- 『HiGH&LOW g-sword』アニメーションDVD付き特装版 フラッシュアニメ（2017年） - ROCKY 役

### その他
- みやざき大使（2012年11月 - 2014年11月）[51]
- 熊本黒毛和牛10トン救済プロジェクト アンバサダー（2020年）[52]
- 大川家具スペシャルアドバイザー（2021年10月 - 2022年8月）[53]

## プロデュース
- レトルト食品「男が絶対よろこぶ 男(DAN)シチュー」「君と食べたい 女(JO)シチュー」（2012年） - 川越達也と共同開発[54]
- 九州発エンタテインメント・プロジェクト「THE NINE WORLDS」（2016年 - 2021年）[55]
- EXILE「My Star」 (Lyric Video)（2018年）[56]

## 作品

### フォトブック
- TALE of SHADOW AND LIGHT（2019年2月28日）- EXILE TRIBE STATION ONLINE SHOP限定

### 作詞
- EXILE THE SECOND「Story」（2020年）[57]

### 参加作品
- Girls² feat. 黒木啓司, NESMITH「弾心 〜ダンシン〜」（2020年10月1日）[58]